# Mourad Sahraoui
Pour les articles homonymes, voir Sahraoui.
Mourad Sahraoui, né le 12 janvier 1983, est un boxeur tunisien.

## Carrière
Mourad Sahraoui est médaillé de bronze dans la catégorie des moins de 81 kg aux championnats d'Afrique amateur 2003 à Yaoundé. Dans la même catégorie, il est médaillé d'or aux championnats d'Afrique amateur 2005 à Casablanca et aux Jeux méditerranéens de 2005 à Almería.
Mourad Sahraoui remporte la médaille d'or dans la catégorie des moins de 91 kg aux Jeux africains de 2007 à Alger puis médaillé d'argent dans la catégorie des moins de 81 kg aux Jeux panarabes de 2007 à Doha.
Il est battu en seizièmes de finale par le Chinois Zhang Xiaoping lors des Jeux olympiques d'été de 2008 à Pékin.
Aux Jeux méditerranéens de 2009 à Pescara, il obtient la médaille d'argent en moins de 91 kg.